# Viral video
Een viral video of virale video is een video die in korte tijd zeer vaak wordt bekeken doordat deze wordt gedeeld op het internet, bijvoorbeeld via videoplatforms als YouTube, maar ook via sociale media als Facebook en Twitter, later X. Overigens kunnen ook foto’s en teksten viraal gaan.
Virale video's kunnen serieus of emotioneel zijn, maar meestal zijn de filmpjes humoristisch of vermakelijk. Doordat mobiele telefoons en smartphones beschikken over ingebouwde camera's, is het eenvoudiger geworden om gebeurtenissen in het dagelijks leven snel op de nemen, en deze op internet te plaatsen of te delen met vrienden via een berichtenapp, zoals WhatsApp of Telegram.

## Etymologie
De naam viral of viraal is afkomstig van het woord virus, een medische term die wordt gebruikt om een klein infectieus organisme te beschrijven dat andere soorten organismen kan besmetten. Het is ook een computerterm voor een programma dat zich razendsnel verspreidt over het internet.

## Geschiedenis
Video's werden al gedeeld nog voordat YouTube en online sociale media bestond, vaak als mond-tot-mondreclame, via VHS-banden, of als bewegende GIF. Twee succesvolle viral video's in de begindagen van het internet zijn "The Spirit of Christmas" en "Dancing Baby". Deze video's verschenen midden jaren 90 van de twintigste eeuw, en werden mede populair door reclames en het verschijnen in een televisieserie.
Latere verspreiding van virale video's vond plaats op humoristische websites en online forums. Met de komst van betaalbare digitale camera's en sociale media als Facebook en Twitter werd het steeds eenvoudiger om videofragmenten te uploaden en te delen. In 2015 introduceerde YouTube een gedeelte voor trending video's, waar een algoritme bekijkt of bepaalde video's vaker dan normaal worden bekeken, gedeeld en voorzien van commentaar.

## Vereisten
Er zijn verschillende manieren om te meten of een video "viral gaat". Een hiervan is het aantal weergaven of views. Dit aantal wordt met de jaren steeds verder opgerekt. Waar een video met 1 miljoen weergaven in 2009 al viral ging, was dit in 2011 met minimaal 5 miljoen weergaven in ongeveer een week tijd. In 2012 was Gangnam Style een virale video met 1 miljard weergaven in vijf maanden. De videoclip bleef onverminderd populair tot Despacito in 2017, die in 2020 ruim 7 miljard keer is bekeken.
Andere meer complexe manieren om te kunnen spreken van een virale video zijn de ophef die het veroorzaakt, parodieën en levensduur. Doordat een populaire video vaker wordt gedeeld, veroorzaakt deze ook meer discussies en ophef. En doordat er meer ophef over een video ontstaat, wordt deze vaker bekeken. Parodieën wijzen ook vaak op een populaire video of onderwerp, en levensduur is een indicatie of de virale video onderdeel wordt van de manier van denken en handelen van de bevolking in een bepaalde tijd.

## Redenen
Door de sociale impact en marketing, zijn virale video's vaak onderwerp van onderzoek, om erachter te komen wat precies ervoor zorgt dat een video viraal gaat. Er bestaan hierover meerdere theorieën.
Meestal bevat een virale video een zogenaamde hook, waardoor de kijker geïnteresseerd raakt om de video te bekijken. Uit onderzoek bleek dat grappige, emotionele en opbeurende video's vaker gedeeld worden.

## Voorbeelden
- Numa Numa (2004)
- Charlie the Unicorn (2005)
- The Bus Uncle (2006)
- Charlie Bit My Finger (2007)
- Nyan Cat (2011)
- Gangnam Style (2012)
- Despacito (2017)
- Labour (2023)
- TikTok-video omtrent het onderwerp Man of beer (2024)